# 4009 Drobyshevskij
4009 Drobyshevskij è un asteroide della fascia principale del diametro medio di circa 18,05 km. Scoperto nel 1977, presenta un'orbita caratterizzata da un semiasse maggiore pari a 3,1329669 UA e da un'eccentricità di 0,1402260, inclinata di 2,29878° rispetto all'eclittica.